# Coudray (Mayenne)
Coudray település Franciaországban, Mayenne megyében. Lakosainak száma 867 fő (2022. január 1.). Coudray Châtelain, Daon, Ménil, Château-Gontier-sur-Mayenne és Bierné-les-Villages községekkel határos.

## Népesség
A település népességének változása:
| Lakosok száma | 392  | 502  | 546  | 766  | 886  | 879  | 855  | 852  | 860  | 867  |
|               | 1968 | 1982 | 1990 | 2006 | 2013 | 2015 | 2017 | 2019 | 2020 | 2022 |